# Hans von Obstfelder
Hans von Obstfelder (Steinbach-Hallenberg, 6 settembre 1886 – Wiesbaden, 20 dicembre 1976) è stato un generale tedesco.

## Biografia
Figlio di un ufficiale dell'esercito sassone, intraprese giovanissimo la carriera militare entrando nel 1906 nel 32. Infanterie Regiment come alfiere; partecipò alla prima guerra mondiale con il grado di sottotenente e poi tenente sul fronte occidentale, distinguendosi in prima linea e riportando più di una volta gravi ferite. Nel 1917 ricevette la croce di cavaliere dell'Ordine di Hohenzollern, mentre già nel 1914 era stato insignito con la Croce di ferro di prima e seconda classe.
Dopo la fine della guerra fu promosso capitano ed assegnato alla Reichswehr; il 1º febbraio 1926 ricevette la promozione a maggiore, nel 1930 a tenente colonnello e nell'ottobre di tre anni dopo a colonnello. Entrato a far parte della Wehrmacht con il grado di maggior generale, venne posto al comando della III Divisione di fanteria.
Prese parte all'Anschluss ed all'invasione della Polonia come comandante della 28 Divisione di fanteria; successivamente fu assegnato al XXIX Corpo d'armata in Slovacchia. Partecipò anche all'invasione della Russia, ricevendo la Croce del cavaliere con fronde di quercia il 27 luglio 1941; fu uno dei comandanti delle truppe tedesche in Caucaso, esortando le popolazioni locali a prendere parte alla guerra contro i dominatori sovietici.
Nel 1944 fu trasferito in Francia presso lo stato maggiore del generale Rommel, comandando parte delle truppe tedesche alla Sacca di Falaise ed adoperandosi per la difesa della Francia occupata dagli Alleati. Venne fatto prigioniero dall'esercito statunitense il 4 maggio 1945. Rilasciato nel 1947 dopo una prigionia durata due anni in Belgio, nel dopoguerra collaborò con l'esercito americano ed i suoi servizi segreti. Nel 1963 si ritirò a vita privata e morì a Wiesbaden all'età di novanta anni.